# Универзитетски Клинички центар Ниш
Универзитетски клинички центар Ниш (УКЦН), основан 14. новембра 1990. године, друга је по величини здравствена установа Републике Србије чији је задатак да медицински опслужује цео југоисток и југ Србије, са око три милиона становника. Установа је наставна база Медицинског факултета у Нишу, са око 240 стручњака запослених у Клиничком центру, који су на факултету наставници и сарадници и у учествују у образовању нових медицинских кадрова. Клинички центар у свом саставу има 50.000 квадрата, 38 клиника, центара, института, завода и пратећих служби, у којима ради 3.070 радника (2.274 здравствених и 772 немедицинских) и 1.525 болничких постеља, што га чини другим највећим здравственим центром у Србији после Клиничког центра Србије.
Клинички центар располаже са 1.465 болесничких постеља, које медицински опслужује 2.274 здравствених радника - 745 лекара, 4 фармацеута, 45 сарадника и 1.480 медицинских сестара и техничара, који годишње хоспитализују 55.624 болесника, обавља око 76.666 хируршких интервенција и више од 500.000 специјалистичких прегледа.
У складу са критеријумима и условима организовања, у Клиничком центру Ниш пружају се услуге здравствене заштите; одређеној групацији становништва, за одређене болести или групе болести,
за једну или више грана медицине, односно области у редовном поступку лечења болести или у хитним медицинским стањима.

## Оснивање и развој
Претеча садашњег Клиничког центра и прва цивилна здравствена установа у Нишу, после ослобођења града од Турака 1878, била је Окружна болница у Нишу. Болница је била смештена у приватној кући изнајмљеној за те потребе, која се налазила на левој обали Нишаве, изнад градског парка и бившег официрског дома. Прве болеснике је примила 17. јула 1881.
Први персонал болнице чинила су два болничара, једна нудиља и једна куварица „... а главну функцију вршио је један лекарски помоћник са економом...“ све до именовања првог управника Окружне болнице у Нишу дипломираног лекара др Антона Зајичека
У прво време, Окружна болница била је уточиште за оболеле проститутке од венеричних болести и лица оболела од туберкулозе. Болесници су примани на основу уверења општине о имовном стању. Сиромашни болесници су лечени на терет санитетског фонда, а за оболеле од сифилиса није било потребно никакво уверење.
Војна болница Ниш 1897. добија првог сталног хирурга - мајора др Михајла Петровића (1863—1934), он као и добар број припадника Војне болнице ће у почетку хонорарно радити у првој нишкој Окружној болници. Еминентни лекари Војне болнице значајно су допринели формирању и квалитетном стручном раду Окружне болнице. Није прошло много времена, а у граду је већ било 20 лекара, шест апотекара, 16 лекарских и осам апотекарских помоћника и 236 болничара.
Напредак у раду Окружне болнице настао је 1908. када су изграђене, прве наменска болничка зграде, на локацији данашњег Клиничког центра Ниш, на имању Тодора Миловановића од кога су откупљена три хектара слободног земљишта за ову намену. Тада су сазидане три објекта: зграде данашња клиника за кожне болести, нуклеарну и интерну медицину. Зграда хируршке клинике подигнута је у време када је председник Владе Краљевине Југославије био Драгиша Цветковић.
До почетка Првог светског рата Окружна болница у Нишу била је у надлежности Министарства унутрашњих дела Србије., а после рата наилази време наглог развоја Болнице у Нишу која снажи, и мења називе.
Од 1915. године до 1922. званични назив болнице у Нишу је Нишка окружна болница првога реда, да би знатно касније прерасла у Клинички центар Ниш.,

## Болница након Другог светског рата
На Државној (градској) болници, још пре него што је град био слободан (14. октобра 1944), на капији је била истакнута црвена, као и државна застава. Болничко особље није било комплетно и на окупу. Многи су побегли ван града од бомбардовања и из страха да ће уследити веће борбе у самом граду. Одмах по ослобођењу, октобра месеца 1944. године болница је била спремна да прихвати рањенике. Формиран је и прихватни центар где су свакодневно транспортовани рањеници са фронта.

## Клинички центар данас
Клинички центар Ниш, данас располаже са 1.525 лежаја у више организационих јединица, које су организоване као клинике, центри и заводи.
У Клиничком центру ради 3.070 лица, од којих су 2.274 медицински и 772 немедицински радници. Од медицинских радника - 745 су лекари, четворо фармацеути, 45 стручни сарадници а 1.480 медицински техничари и сестре.

#### Клинике
1. Клиника за општу хирургију
2. Клиника за кардиоваскуларну и трансплантациону хирургију
3. Клиника за пластичну и реконструктивну хирургију (основана 1982[11])
4. Клиника за кардиоваскуларне болести
5. Клиника за гастерологију и хепатологију
6. Клиника за хематологију
7. Клиника за нефрологију
8. Клиника за онкологију
9. Клиника за кожне и полне болести
10. Клиника за инфективне болести
11. Клиника за дечије интерне болести
12. Клиника за дечију хирургију и ортопедију
13. Клиника за плућне болести
14. Клиника за неурологију
15. Клиника за психијатрију
16. Клиника за заштиту менталног здравља
17. Клиника за неурохирургију
18. . Клиника за ортопедију
19. Клиника за урологију
20. Клиника за гинекологију и акушерство
21. Клиника за очне болести
22. Клиника за болести ува, грла и носа
23. Клиника за ендокринологију
24. Клиника за физикалну медицину и рехабилитацију
25. Клиника за максилофацијалну хирургију
26. Клиника за стоматологију

#### Центри
1. Ургентни центар
2. Центар за анестезиологију и реанимацију
3. Центар за медицинску биохемију
4. Центар за радиологију
5. Центар за минимално инвазивну хирургију
6. Центар за патологију и патолошку анатомију
7. Центар за нуклеарну медицину
8. Центар за медицинско снабдевање

#### Заводи
1. Завод за трансфузију крви

#### Пратеће службе
1. Управа Клиничког центра
2. Управни одбор
3. Стручни савет
4. Етички одбор
5. Комисија за унапређење квалитета

## Нови клинички центар
У оквиру пројекта „Реконструкција четири Клиничка центра у Србији: Београд, Нови Сад, Ниш и Крагујевац“, 17. децембра 2017. године на свечан начин отворен је Нови клинички центар у Нишу. Корисна површина добијена реконструкцијом старе зграде и изградњом новог објекта Клинички центра је добио 50.000 квадрата у којима је смештено 17 операционих сала и 2 ургентна центра, са смештајем за 650 пацијената у комфорним двокреветним собама с купатилом. У згради се налазити и Радиотерапија, Одсек за радиологију, Центар за операције и Центар за оперативну интензивну негу, Банка крви, посебан простор за трансплантиране пацијенте, као и простор за буђење пацијената из анестезије.
Директорат за цивилно ваздухопловство наменио је 15 милиона динара за изградњу најсавременијег хелиодрома у саставу Клиничком центру Ниш, који ће поред оног на Војномедицинској академији у Београду, бити једини у клиничким центрима Србије, који ће омогућити ефикасно медицинско збрињавање свих повређених у саобраћајним и другим несрећама, евакуацијом ваздушним путем.
Сама зграда Клиничког центра пројектована је као "паметна", односно целом зградом управља се из контролне собе. Што значи да је обезбеђена техником како би Клинички центар био независан када је реч о води и струји и да, ако се деси нека већа хаварија у Нишу, зграда може седам дана независно да се не снабдева водом и струјом, медицинским гасовима итд.
- Нови део клиничког центра у Нишу (2017).